# Chợ Bờ

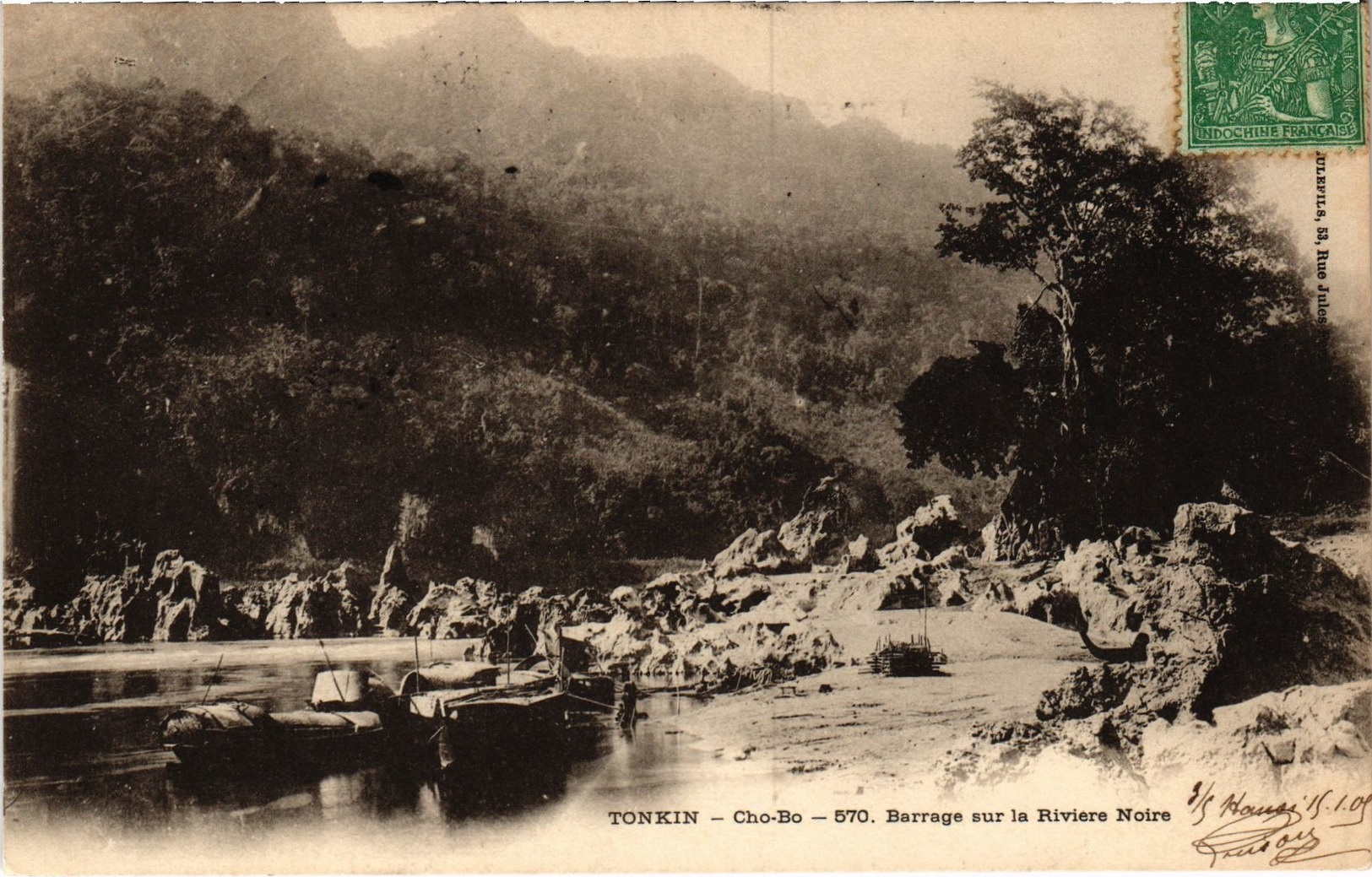
Chợ Bờ trên một tấm bưu thiếp thời Pháp thuộc

Chợ Bờ là một địa danh cũ tại tỉnh Hòa Bình. Đây vốn là một thị trấn nằm bên tả ngạn sông Đà và là lỵ sở của châu Đà Bắc trước kia (nay là huyện Đà Bắc). Hiện nay khu vực này nằm dưới lòng hồ thủy điện Hòa Bình.
Thị trấn Chợ Bờ nằm trên Quốc lộ 6 cũ, cạnh Thác Bờ thuộc xã Hào Tráng (nay thuộc xã Vầy Nưa, huyện Đà Bắc), cách thị xã Hòa Bình 25 km về phía tây.
Khi chính quyền Bắc Kỳ thành lập tỉnh Mường vào năm 1886, tỉnh lỵ tỉnh này đặt tại thị trấn Chợ Bờ nên cũng được gọi là tỉnh Chợ Bờ. Cuối năm này, chính quyền lại quyết định chuyển tỉnh lỵ về Phương Lâm, tuy nhiên đến năm 1888 lại chuyển về Chợ Bờ. Tại đây đã diễn ra một trận đánh của quân Đốc Ngữ vào đêm 29 rạng 30 tháng 1 năm 1891, kết quả là phó công sứ người Pháp Rougery bị giết, nghĩa quân thu được nhiều chiến lợi phẩm. Năm 1896, tỉnh lỵ tỉnh Mường lại được chuyển về xã Hòa Bình nên tên tỉnh cũng đổi thành Hòa Bình, lúc này Chợ Bờ chỉ còn là lỵ sở châu Đà Bắc.
Đến thập niên 1980, nhà máy thủy điện Hòa Bình được khởi công xây dựng, toàn bộ khu vực Chợ Bờ bị giải tỏa, huyện lỵ Đà Bắc chuyển về xã Tu Lý (nay là thị trấn Đà Bắc). Khu vực Thác Bờ trước đây có một mỏm đá có bài thơ do vua Lê Lợi khắc vào năm Nhâm Tý (1432), khi ông đang trên đường đi dẹp loạn Đèo Cát Hãn ở miền Tây Bắc. Khi xây dựng nhà máy thủy điện, chính quyền đã cho cắt rời mỏm đá này và đưa về nhà văn hóa thị xã. Hiện mỏm đá này được đặt tại đồi Hang Thần giữa hồ Hòa Bình, là một phần của khu du lịch tâm linh có tên "Thác Bờ Linh Từ".